# Крсто Ђуровић
Крсто Ђуровић (Цетиње, 26. август 1940 — Поповићи, 5. октобар 1991) био је контраадмирал Југословенске народне армије и командант Војнопоморског сектора Бока. Као капетан бојног брода, погинуо је на борбеном задатку на Дубровачком ратишту.

## Биографија
Рођен је 26. августа 1940. године на Цетињу. Отац му се звао Лазар.
Као капетан бојног брода, погинуо је на борбеном задатку код Чилипа у општини Конавле. Само дан пре тога је унапређен у чин контраадмирала.
Сахрањен је 8. октобра 1991. године уз највише војне почасти на гробљу Врбице у Доброти код Котора. Осим бројних грађана Боке которске и Црне Горе, сахрани су присуствовали председник Председништва Црне Горе Момир Булатовић, председник црногорске владе Мило Ђукановић и бројни адмирали, генерали и виши официри Југословенске народне армије.